# The Good Criminal
Pour plus de détails, voir Fiche technique et Distribution.
The Good Criminal ou Un honnête voleur au Québec (Honest Thief) est un thriller d'action américain co-écrit et réalisé par Mark Williams (filmmaker) (en), sorti en 2020.

## Synopsis
Tom Carter (Liam Neeson), un légendaire voleur de banque décide de se ranger et passe une entente, contre son immunité, avec le FBI qui n’a jamais réussi à lui mettre la main dessus. Il réalise vite que les Fédéraux ont un autre plan en tête : partager son butin et le faire accuser d’un meurtre. Pris au piège, pourchassé par la police et le FBI, il décide de reprendre les choses en main et se lance dans une vengeance explosive.

## Fiche technique
- Titre original : Honest Thief
- Titre français : The Good Criminal
- Titre québécois : Un honnête voleur
- Réalisation : Mark Williams
- Scénario : Steve Allrich et Mark Williams
- Photographie : Shelly Johnson
- Montage : Michael P. Shawver
- Musique : Mark Isham
- Producteurs : Mark Williams, Myles Nestel, Tai Duncan et Craig Chapman
- Sociétés de production : The Solution Entertainment Group, Zero Gravity Management, Samuel Marshall Films et Ingenious
- Société de distribution : 
  -  États-Unis : Open Road Films / Briarcliff Entertainment
  -  Québec : VVS Films
  -  France : Metropolitan FilmExport
- Pays d'origine :  États-Unis
- Langue originale : anglais
- Format : couleur - 2.35:1
- Genre : action, thriller
- Durée : 99 minutes
- Budget : 28 000 000 $
- Dates de sortie :
  - Québec : 9 octobre 2020
  - France : 14 octobre 2020
  - États-Unis : 16 octobre 2020

## Distribution
- Liam Neeson (VF : Frédéric van den Driessche ; VQ : Éric Gaudry) : Tom Carter / Thomas James Dolan
- Kate Walsh (VF : Déborah Perret ; VQ : Catherine Hamann) : Annie Sumpter/ Annie Wilkins
- Robert Patrick (VF : Patrick Raynal ; VQ : Bernard Fortin) : agent Sam Baker
- Anthony Ramos (VF : Pascal Nowak ; VQ : Xavier Dolan) : Ramon Hall
- Jeffrey Donovan (VF : Pascal Germain ; VQ : Jean-François Beaupré) : agent Tom Meyers
- Jai Courtney (VF : Volodia Serre ; VQ : Marc-André Bélanger) : agent John Nivens
- Jasmine Cephas Jones : Beth Hall

 Source et légende : version québécoise (VQ) sur Doublage.qc.ca

## Accueil

### Critique
En France, le site Allociné recense une moyenne des critiques presse de 2,3⁄5, sur un total de 4 critiques presse.
Pour Caroline Vié du journal 20 Minutes, « À près de 70 ans, Liam Neeson est toujours aussi crédible en redresseur de torts. ».
Selon Michel Valentin du quotidien Le Parisien, « Liam Neeson revient encore fois rendre sa justice dans ce nouveau long-métrage où l’histoire peine à convaincre. ».